# Жданович Степан Наумович
Степан Наумович Жданович (1896, село Борки, тепер Могильовської області, Білорусь — ?) — молдавський радянський діяч, керуючий Молдавського консервного тресту. Член ЦК КП Молдавії в 1941—1958 роках.

## Життєпис
Народився в бідній селянській родині. З 1909 до 1917 року наймитував у заможних селян, працював вибійником на шахтах Донбасу.
Член РСДРП(б) з 1917 року.
З 1918 року — в Червоній армії, учасник громадянської війни в Росії. Служив командиром кінної розвідки при штабі армії, командиром ескадрону РСЧА.
У 1923—1930 роках — завідувач промислового відділу робітничого кооперативу в місті Луганську.
У 1930—1933 роках — студент Академії харчової промисловості в Києві.
У 1933—1940 роках — на відповідальних посадах у харчовій промисловості Молдавської АРСР: директор Тираспольського консервного заводу імені 1-го Травня.
З липня 1940 до липня 1941 року — керуючий Консервтресту Молдавської РСР.
Під час німецько-радянської війни перебував в евакуації, був директором Ассинського консервного заводу Чечено-Інгуської АРСР (Грозненської області).
З 1944 року — керуючий Молдавського консервного тресту. У 1950-х роках — керуючий Молдавського винного тресту.
У 1957—1959 роках — начальник Управління консервної промисловості Молдавської РСР.
З лютого 1959 року — персональний пенсіонер.

## Нагороди
- медалі
- Почесний громадянин міста Тирасполя (7.08.1968)